# Neat Records
Neat Records est un label discographique indépendant britannique, basé près de Newcastle, en Angleterre, actif entre 1979 et 1995. 

## Histoire
Le label est fondé en 1979 par David Wood, propriétaire des studios Impulse à Wallsend, Tyne and Wear. Steve Thompson joue un rôle clé dans la création du label. Thompson est à l'époque le producteur attitré d'Impulse et participe à la création de Neat. Il devient A&R et produit tous les premiers enregistrements, tout en gérant la branche édition, Neat Music. Le label est vendu en 1995 à Sanctuary Records.
Neat Records est sans doute le label qui a le plus contribué au renouveau du heavy metal au début des années 1980 au Royaume-Uni. Le mouvement était connu sous le nom de new wave of British heavy metal (ou NWOBHM) en abrégé. Le label est surtout connu pour les premières sorties du groupe Venom de Newcastle, à qui l'on attribue l'invention du black metal. Bien qu'aucun des groupes de Neat Records n'ait vraiment percé dans le grand public, Venom, Raven, Blitzkrieg et Jaguar en particulier sont reconnus comme des influences majeures pour un grand nombre de groupes américains de thrash metal tels que Metallica, Megadeth et Anthrax. Metallica reprend la chanson éponyme Blitzkrieg de Blitzkrieg, et le batteur de Metallica, Lars Ulrich, déclare que Whiplash était une tentative délibérée d'imiter la chanson Stormchild de Jaguar, écrite par Jeff Cox. Cela est révélé à l'intervieweur Robin Askew du magazine Venue lors d'une interview avec Lars Ulrich, et est publié par la suite dans le magazine.
Parmi les autres groupes ayant sorti de la musique sur Neat Records, on peut citer Warfare, White Spirit (groupe de l'actuel guitariste d'Iron Maiden, Janick Gers) et Persian Risk (groupe d'origine du guitariste de Motörhead, Phil Campbell). 

## Compilations
- The Neat Singles Collection Vol. 1[7]
- The Neat Singles Collection Vol. 2[8]
- The Neat Singles Collection Vol. 3[9]
- The Flame Burns On: The Best of Neat Records[10]